# براندون سميث
براندون سميث (بالإنجليزية: Brandon Mychal Smith)‏ (و. 1989 – م) هو ممثل، ومغني، وممثل تلفزيوني، من الولايات المتحدة الأمريكية، ولد في لوس أنجلوس.

## وصلات خارجية
- براندون سميث على موقع IMDb (الإنجليزية)
- براندون سميث على موقع ألو سيني (الفرنسية)
- براندون سميث على موقع ميوزك برينز (الإنجليزية)
- براندون سميث على موقع أول موفي (الإنجليزية)
- براندون سميث على موقع قاعدة بيانات الأفلام السويدية (السويدية)
- براندون سميث على موقع ديسكوغز (الإنجليزية)
- براندون سميث على موقع قاعدة بيانات الفيلم (الإنجليزية)
- براندون سميث على موقع كينوبويسك (الروسية)